# Microprocessor

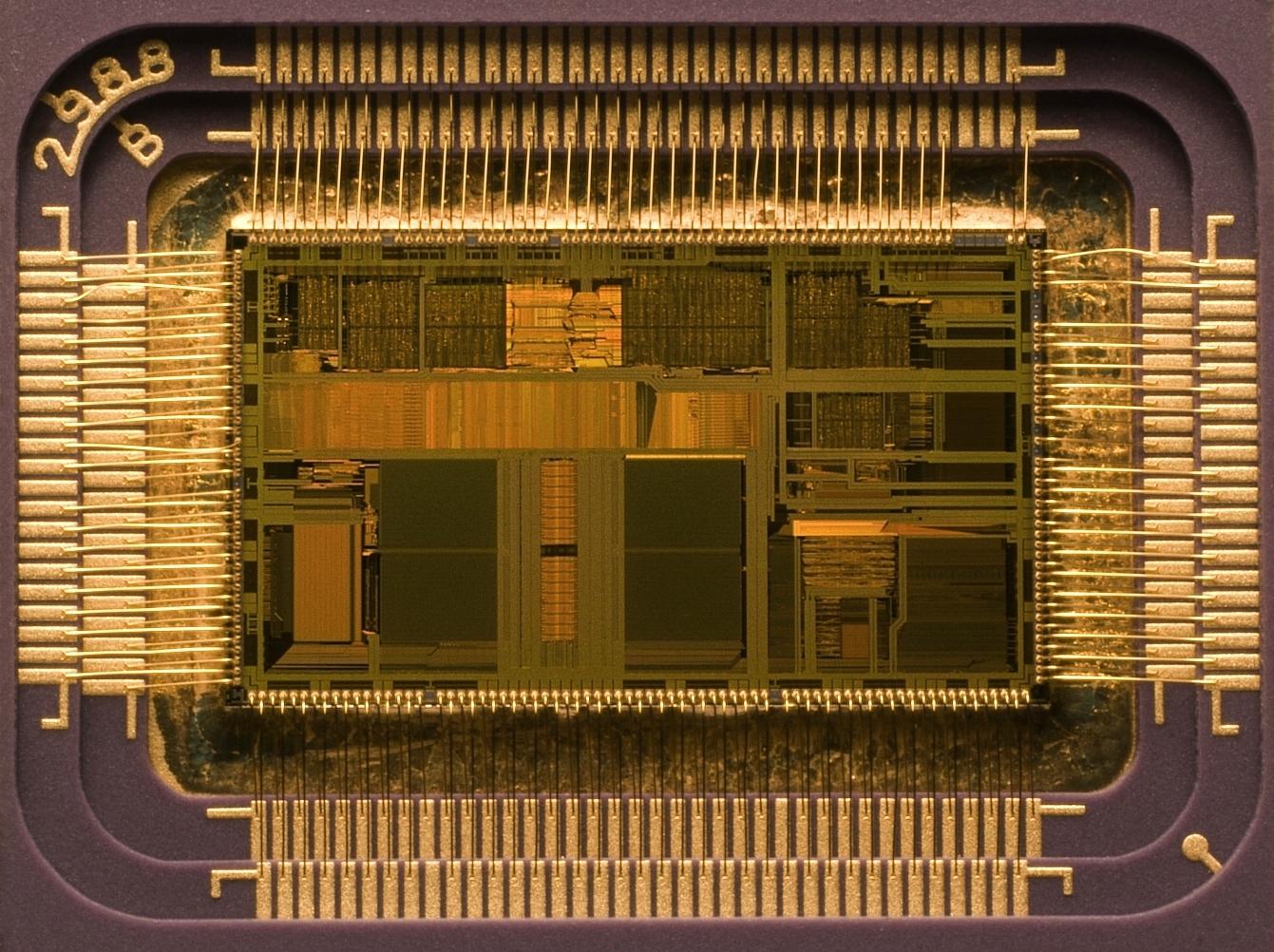
Een opengewerkte Intel 80486DX2 microprocessor

Een microprocessor bevat alle of de meeste functies van een processor op een enkele geïntegreerde schakeling. De eerste microprocessors verschenen begin jaren 70, en werden gebruikt voor elektronische rekenmachines. Al snel hierna volgden andere toepassingen in onder andere terminals, printers en andere elektronica.
De komst van de microprocessor maakte dat computers voortaan goedkoper en kleiner konden worden gemaakt. Voorheen bestonden processors uit meer dan één geïntegreerde schakelingen.

## Geschiedenis
De microprocessor werd rond dezelfde tijd door drie projecten ontwikkeld: de Intel 4004, de Texas Instruments TMS 1000, en Garrett AiResearch' Central Air Data Computer CADC.
In 1968 werd Garrett AiResearch samen met ontwerper Ray Holt en Steve Geller uitgenodigd om een digitale computer te maken die zich kon meten met de elektromechanische systemen die toen werden ontwikkeld voor onder andere de nieuwe F-14 Tomcat. Het ontwerp was rond 1970 klaar. De gemaakte computer gebruikte een MOS-chipset als processor. Het ontwerp was zo’n 20 keer kleiner en betrouwbaarder dan het mechanische systeem waarmee het moest concurreren. Het ontwerp was echter zo geavanceerd dat de Amerikaanse marine publicatie ervan pas in 1997 toestond. Derhalve zijn de CADC en de MP944-chipset die erin werd gebruikt vandaag de dag nog relatief onbekend.
TI ontwikkelde de 4 bit TMS 1000, en introduceerde op 17 september 1971 de TMS1802NC. De Intel chip was de 4 bit Intel 4004, uitgebracht op 15 november 1971, ontwikkeld door Federico Faggin en Marcian Hoff. TI vroeg patent op de microprocessor aan. Gary Boone kreeg dit patent op 4 september 1973.
Wie nu precies de eerste werkende microprocessor heeft ontwikkeld is niet bekend. Tussen 1971 en 1976 vroegen Intel en TI geregeld tegelijk patenten op hun ontwerpen aan. Een derde groep mengde zich later ook in de ontwikkeling. Gilbert Hyatt beweerde een uitvinding te hebben gedaan op het gebied van microprocessors nog voor TI en Intel.
Na de eerste start werden de microprocessors al snel geavanceerder. In 1972 verscheen de 8008, de eerste 8 bit microprocessor ter wereld. Dit was de voorloper van de succesvolle Intel 8080 (1974), Z80 (1976), en afgeleide Intel 8 bit-processors.
In augustus 1974 verscheen de Motorola 6800. In 1975 werd deze overgenomen en verbeterd in de MOS 6502.

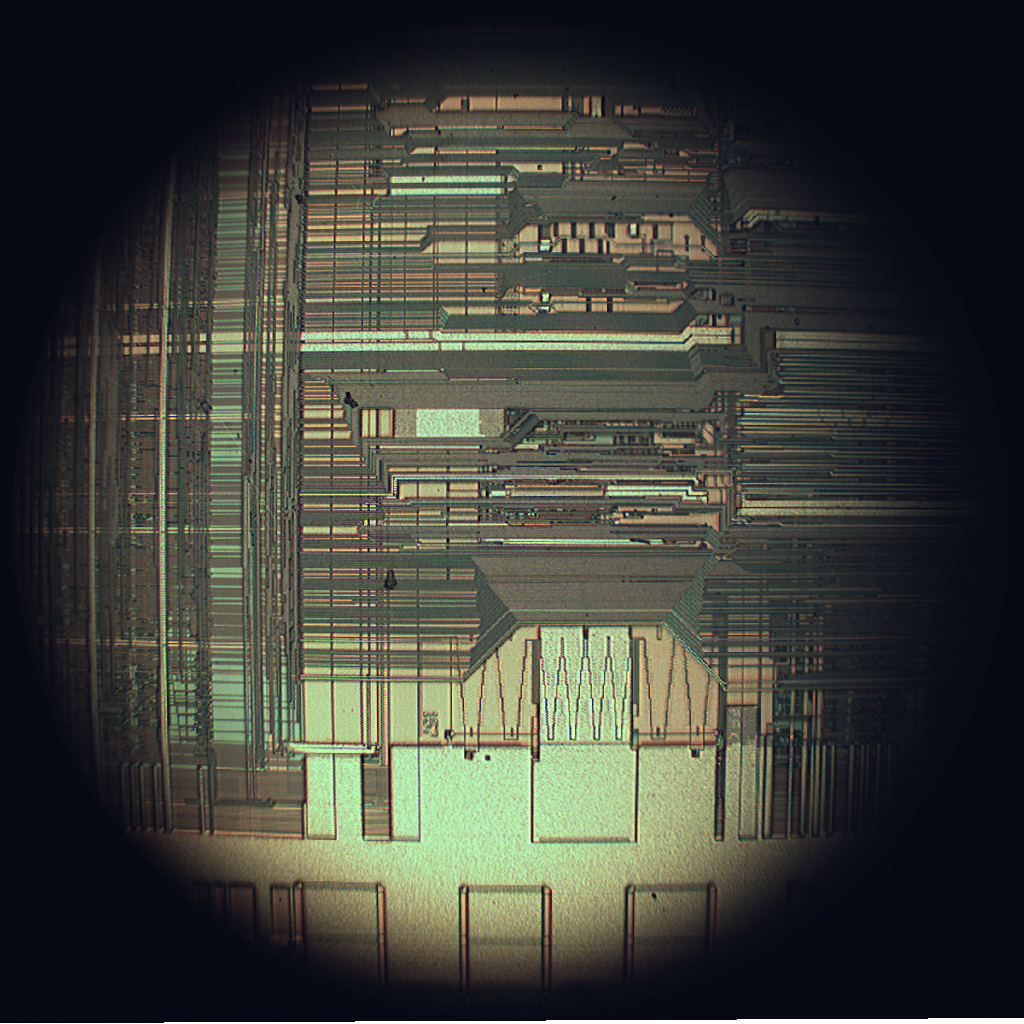
Binnenwerk van een Intel 80486DX2 die.

De eerste multi-chip 16 bit microprocessor was de National Semiconductor IMP-16, die in het begin van 1973 werd geïntroduceerd. Een jaar later volgde een 8 bit versie van de chipset. De 16 bit ontwerpen waren geen lang leven beschoren daar al snel de 32 bit microprocessors hun intrede deden. Het meest significante ontwerp van de 32 bit modellen is de MC68000, die in 1979 op de markt kwam. De 68K zoals hij ook wel genoemd werd, gebruikte een 32 bit register maar een 26 bit interne datapath. Motorola omschreef het zelfs als een 16-bit processor terwijl het duidelijk het ontwerp had van een 32 bit. De combinatie van hoge snelheid, lage kosten en grote geheugenruimte maakten het tot een van de populairste processors van zijn klasse.
De eerste 32 bit microprocessor met maar 1 chip, met een 32 bit datapad en 32 bit bussen was de AT&T Bell Labs BELLMAC-32A, die voor het eerst in 1980 verscheen en in 1982 in productie werd genomen. Intels eerste 32 bit-microprocessor was de iAPX 432, die in 1981 werd geïntroduceerd. Dit model werd geen succes.
Eind jaren 80 zorgde de felle concurrentie op het gebied van de ontwikkeling van microprocessors ervoor dat de meeste modellen verdwenen. De Intel-microprocessors bleven uiteindelijk over. Van 1985 tot 2003 werd de 32 bit x86 de dominante microprocessor in de meeste computers, desktops en laptops.
Sinds begin jaren 90 verschenen er ook 64 bit microprocessors, maar pas vanaf begin 2000 werden deze ook beschikbaar voor de PC.
In de loop van de tijd worden steeds meer onderdelen in de microprocessor ondergebracht. Zo werd de floating point processor in de microprocessor ondergebracht. En in 2003 wordt met de AMD Athlon 64 serie ook de geheugencontroller in de chip ondergebracht, wat bij Intel pas in 2009 gebeurde met de Core i7 serie .

## Andere ontwerpen
Hoewel "microprocessor" traditioneel wordt gebruikt voor een processor bestaande uit slechts 1 chip of een system-on-a-chip, zijn er verschillende andere modellen ontwikkeld. De bekendste voorbeelden zijn de microcontrollers, digitale signaalprocessors (DSP) en GPU. Veel van deze modellen kunnen niet worden geprogrammeerd, of hebben daarvoor maar beperkte mogelijkheden.

## Statistieken
In 2003 werd voor ongeveer 44 miljard dollar aan microprocessors gemaakt en verkocht. Hoewel meer dan de helft van dat geld opging aan microprocessors voor desktops en laptops, ging het hier om maar 0,2% van alle verkochte microprocessors.